# Стефан Томаш
Стефан Томаш (босн. Stjepan Tomaš, ? — 10 липня 1461) — король Боснії.

## Життєпис
Стефан Томаш був незаконнонародженим сином короля Стефана Остої. Зійшов на трон після смерті 1443 року бездітного короля Твртко II.
В молодості Стефан Томаш, як і більшість жителів Боснії, був богомилом, однак згодом навернувся у католицизм. 19 травня 1445 року папа Євгеній IV визнав його королем й надав дозвіл на розлучення з Воячею. 26 травня 1446 року Стефан Томаш одружився з Катариною, дочкою багатого дворянина Стефана Вукчіча Косача із сучасної Герцеговини, що поклало край політичній нестабільності в країні.

## Діти
Від шлюбу з Воячею у Стефана Томаша був син:
- Стефан Томашевич (? — 1463), останній король Боснії

Від шлюбу з Катариною у Стефана Томаша було троє дітей:
- Катерина
- Сигізмунд (переїхав до Османської імперії, прийняв іслам та замінив ім'я на Ішак-бей Кралоглу)
- син (ім'я невідомо)